# Хоуисон, Кэмерон
Кэмерон Дрю Неру Хоуисон (родился 22 декабря 1994 года) — футболист из Новой Зеландии, который играет на позиции атакующего полузащитника. Он представляет сборную Новой Зеландии.
Хоуисон подписал профессиональный контракт с «Бернли» в марте 2012 года, перейдя туда ещё в статусе юниора из Азиатско-Тихоокеанской футбольной академии в июле 2011 года, ранее играл за «Мосгейл АФК». Он дебютировал за «Бернли» в апреле 2012 года. Он представлял Новую Зеландию на Кубке ОФК 2011 до 17 лет и юношеском чемпионате мира 2011.

## Клубная карьера

### Ранняя карьера
Хоуисон начал свою карьеру с «Мосгейл АФК», при этом в течение двух лет посещал отагскую среднюю школу для мальчиков, позже в 2010 году он переехал в Линкольн, чтобы играть в Азиатско-Тихоокеанской академии футбола. Он был замечен футбольным скаутом Грэмом Макманном — бывшим тренером юношеской команды «Бернли» — во время игры в рамках островного турнира до 14 лет в Тимару. Макманн продолжал отслеживать его прогресс в академии в течение двух лет (где он продолжал работать в качестве скаута). Макманн связался с руководством «Бернли», которое согласилось уделить Хоуисону неделю для просмотра в апреле 2011 года. Он произвёл мгновенное впечатление на тренерский штаб клуба, забив два гола в спаринговом матче против «Карлайл Юнайтед».

### Великобритания
После успешного прохождения просмотра Хоуисон подписал двухлетний контракт юниора с «Бернли» в июле 2011 года. Он забил свой первый гол за молодёжную команду в ноябре 2011 года, его команда одержала разгромную победу со счётом 6:1 над соперниками из «Престон Норт Энд». Хоуисон стал более известным после того, как забил два гола в четвертьфинале Молодёжного кубка Англии в ворота «Фулхэма» в феврале 2012 года, чем помог «бордовым» пройти в полуфинал впервые с 1978 года. Его выступления в МКА в марте 2012 года привлекло внимание «Ньюкасл Юнайтед» и «Ливерпуля». 29 марта 2012 года Хоуисон подписал профессиональный контракт с «Бернли» на два с половиной года, таким образом, он пробудет в клубе до июня 2014 года. 31 марта Хоуисон попал в заявку на игру «Бернли» с «Портсмутом», ему был дан номер 32, однако он так и остался на скамейке запасных. Он дебютировал три дня спустя, матч закончился поражением со счётом 3:1 от «Бирмингем Сити» в Чемпионате Футбольной лиги, он заменил Джоша Маккуойда на 84-й минуте. Тем не менее, он стал самым молодым новозеландцем в футбольной лиге в возрасте 17 лет и 103 дней, побив предыдущий рекорд на 22 дня, установленный Крисом Вудом из «Вест Бромвич Альбион» в апреле 2009 года. Кроме того, он стал самым молодым игроком в «Бернли» за последнюю четверть века.
21 февраля 2013 года он присоединился к клубу Первой лиги, «Донкастер Роверс» на правах аренды до конца сезона.
В апреле 2015 года, после того, не сумев закрепиться в первой команде «Бернли», Хоуисон не получил предложения нового контракта и покинул клуб.
24 июля 2015 года Хоуисон присоединился к шотландскому клубу «Сент-Миррен», подписав годичный контракт. Он был уволен в конце сезона 2015/16.

### Возвращение в Новую Зеландию
Хоуисон вернулся в Новую Зеландию в сентябре 2016 года, подписав контракт с «Тим Веллингтон» из чемпионата Новой Зеландии. 10 января 2017 года он перешёл в «Окленд Сити».
30 мая 2024 года Хоуисон подписал контракт с новосозданным клубом «Окленд», который заявлен в австралийскую A-лигу.

## Карьера в сборной
Хоуисон родился в Бленеме, Новая Зеландия, его отец имеет шотландское происхождение, а у матери — корни Самоа. В соответствии с правилами ФИФА он может представлять Новую Зеландию, Шотландию, Англию и Самоа. В январе 2011 года Хоуисон был призван в юношескую сборную Новой Зеландии на Кубок ОФК 2011, организованный Новой Зеландией. Он забил головой в первой игре Новой Зеландии на турнире, сделав вклад в победу со счётом 5:1 над Вануату. Он участвовал в оставшихся трёх играх группы, и Новая Зеландия вышла в финал. Они выиграли свой четвёртый подобный трофей, победив Таити со счётом 2:0 в финале, а Хоуисон забил со штрафного с 30 метров. В связи с победой на турнире Новая Зеландия вышла на юношеский чемпионат мира 2011 в Мексике. Хоуисон был в составе команды и участвовал во всех трёх играх группы, и Новая Зеландия вышла в 1/8 финала. Новая Зеландия в конечном итоге была выбита Японией после поражения со счётом 6:0, а Хоуисон был дисквалифицирован из-за двух жёлтых карточек на групповом этапе. В 2012 году Хоуисон получил предложение от скаутов Шотландской футбольной ассоциации сменить футбольное гражданство на шотландское. Кэмерон заявил, что он хочет представлять Новую Зеландию на молодёжном чемпионате мира 2015, который состоится в его родной стране.
14 мая 2012 года Хоуисон был призван в основную сборную Новой Зеландии для предстоящего отборочного турнира на чемпионат мира по футболу 2014. 24 мая 2012 года Хоуисон вышел на замену на 72-й минуте в международном товарищеском матче против сборной Сальвадора. Он также сыграл на Кубке наций ОФК 2012 года, выйдя на замену во втором тайме матча с Соломоновыми островами. 21 июня 2012 года Хоуисон был вызван в сборную Новой Зеландии до 23 лет на летние Олимпийские игры 2012 в Лондоне.
Хоуисон играл во всех трёх матчах Новой Зеландии на турнире, выходя на поле в качестве замены, включая полный тайм игры со сборной Бразилии, которая закончилась поражением со счётом 3:0. Новая Зеландия вылетела из группы, набрав всего 1 очко благодаря ничье 1:1 с Египтом.
После четырёхлетнего перерыва благодаря хорошей игре за «Окленд Сити» Хоуисон снова получил вызов в сборную от нового тренера Фрица Шмида.